# Seznam dílů seriálu Continuum
Toto je seznam dílů seriálu Continuum. Kanadský televizní seriál Continuum vysílala kabelová televizní stanice Showcase v letech 2012 až 2015. Seriál má 4 řady a celkově 42 dílů. 

## Přehled řad
| Řada | Díly | Premiéra v Kanadě | Premiéra v Kanadě |
| Řada | Díly | První díl         | Poslední díl      |
| ---- | ---- | ----------------- | ----------------- |
| 1    | 12   | 27. května 2012   | 5. srpna 2012     |
| 2    | 13   | 21. dubna 2013    | 4. srpna 2013     |
| 3    | 13   | 16. března 2014   | 22. června 2014   |
| 4    | 6    | 4. září 2015      | 9. října 2015     |

## Seznam dílů

### První řada (2012)
| Č. v seriálu | Č. v řadě | Název                | Režie            | Scénář                               | Datum premiéry    |
| ------------ | --------- | -------------------- | ---------------- | ------------------------------------ | ----------------- |
| 1            | 1         | A Stitch In Time     | Jon Cassar       | Simon Barry                          | 27. května 2012   |
| 2            | 2         | Fast Times           | Jon Cassar       | Jeff King                            | 3. června 2012    |
| 3            | 3         | Wasting Time         | David Frazee     | Simon Barry                          | 10. června 2012   |
| 4            | 4         | Matter of Time       | Michael Rohl     | Sam Egan                             | 17. června 2012   |
| 5            | 5         | A Test of Time       | Patrick Williams | Jeff King                            | 24. června 2012   |
| 6            | 6         | Time's Up            | Rachel Talalay   | Jeremy Smith a Jonathan Lloyd Walker | 8. července 2012  |
| 7            | 7         | The Politics Of Time | Patrick Williams | Sara B. Cooper                       | 15. července 2012 |
| 8            | 8         | Playtime             | Paul Shapiro     | Andrea Stevens                       | 22. července 2012 |
| 9            | 9         | Family Time          | William Waring   | Floyd Kane                           | 29. července 2012 |
| 10           | 10        | Endtimes             | Patrick Williams | Simon Barry                          | 5. srpna 2012     |

### Druhá řada (2013)
| Č. v seriálu | Č. v řadě | Název           | Režie            | Scénář                                  | Datum premiéry    |
| ------------ | --------- | --------------- | ---------------- | --------------------------------------- | ----------------- |
| 11           | 1         | Second Chances  | Patrick Williams | Simon Barry                             | 21. dubna 2013    |
| 12           | 2         | Split Second    | Patrick Williams | Simon Barry                             | 28. dubna 2013    |
| 13           | 3         | Second Thoughts | William Waring   | Sam Egan                                | 5. května 2013    |
| 14           | 4         | Second Skin     | William Waring   | Shelley Eriksen                         | 12. května 2013   |
| 15           | 5         | Second Opinion  | Patrick Williams | Jeff King                               | 26. května 2013   |
| 16           | 6         | Second Truths   | Patrick Williams | Jonathan Lloyd Walker                   | 2. června 2013    |
| 17           | 7         | Second Degree   | David Frazee     | Jeremy Smith                            | 9. června 2013    |
| 18           | 8         | Second Listen   | David Frazee     | Shelley Eriksen                         | 16. června 2013   |
| 19           | 9         | Seconds         | Michael Rohl     | Raul Sanchez Inglis                     | 7. července 2013  |
| 20           | 10        | Second Wave     | Michael Rohl     | Matt Venables                           | 14. července 2013 |
| 21           | 11        | Second Guess    | Simon Barry      | Sam Egan                                | 21. července 2013 |
| 22           | 12        | Second Last     | Amanda Tapping   | Shelley Eriksen a Jonathan Lloyd Walker | 28. července 2013 |
| 23           | 13        | Second Time     | Patrick Williams | Simon Barry                             | 4. srpna 2013     |

### Třetí řada (2014)
| Č. v seriálu | Č. v řadě | Název                    | Režie          | Scénář                       | Datum premiéry  |
| ------------ | --------- | ------------------------ | -------------- | ---------------------------- | --------------- |
| 24           | 1         | Minute By Minute         | Pat Williams   | Simon Barry                  | 16. března 2014 |
| 25           | 2         | Minute Man               | Pat Williams   | Simon Barry                  | 23. března 2014 |
| 26           | 3         | Minute to Win It         | Pat Williams   | Shelley Eriksen              | 30. března 2014 |
| 27           | 4         | Minute Changes           | William Waring | Denis McGrath                | 6. dubna 2014   |
| 28           | 5         | 30 Minutes To Air        | William Waring | Jonathan Lloyd Walker        | 13. dubna 2014  |
| 29           | 6         | Wasted Minute            | Amanda Tapping | Jeremy Smith a Matt Venables | 27. dubna 2014  |
| 30           | 7         | Waning Minutes           | Amanda Tapping | Sam Egan                     | 4. května 2014  |
| 31           | 8         | So Do Our Minutes Hasten | Pat Williams   | Jeff King                    | 11. května 2014 |
| 32           | 9         | Minute of Silence        | Pat Williams   | Simon Barry                  | 25. května 2014 |
| 33           | 10        | Revolutions Per Minute   | David Frazee   | Denis McGrath                | 1. června 2014  |
| 34           | 11        | 3 Minutes to Midnight    | David Frazee   | Jonathan Lloyd Walker        | 8. června 2014  |
| 35           | 12        | The Dying Minutes        | Simon Barry    | Shelley Eriksen              | 15. června 2014 |
| 36           | 13        | Last Minute              | William Waring | Simon Barry                  | 22. června 2014 |

### Čtvrtá řada (2015)
| Č. v seriálu | Č. v řadě | Název               | Režie            | Scénář                      | Datum premiéry |
| ------------ | --------- | ------------------- | ---------------- | --------------------------- | -------------- |
| 37           | 1         | Lost Hours          | Patrick Williams | Simon Barry                 | 4. září 2015   |
| 38           | 2         | Rush Hour           | Patrick Williams | Shelley Eriksen             | 11. září 2015  |
| 39           | 3         | Power Hour          | David Frazee     | Jeremy Smith a Todd Ireland | 18. září 2015  |
| 40           | 4         | Zero Hour           | David Frazee     | Jonathan Lloyd Walker       | 25. září 2015  |
| 41           | 5         | The Desperate Hours | Patrick Williams | Shelley Eriksen             | 2. října 2015  |
| 42           | 6         | Final Hour          | Patrick Williams | Simon Barry                 | 9. října 2015  |